# Zofia Franio

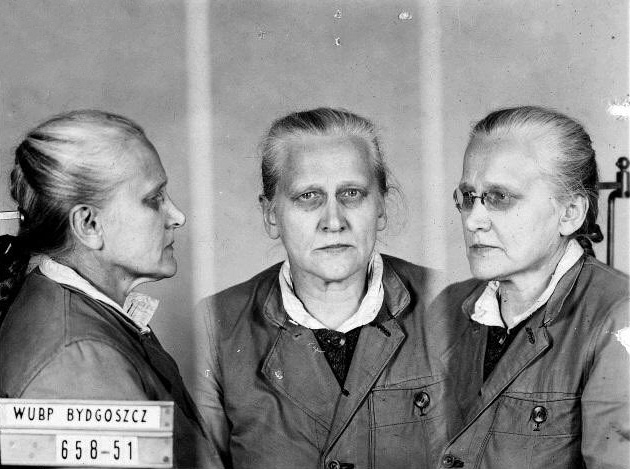
Zofia Franio po aresztowaniu przez MBP

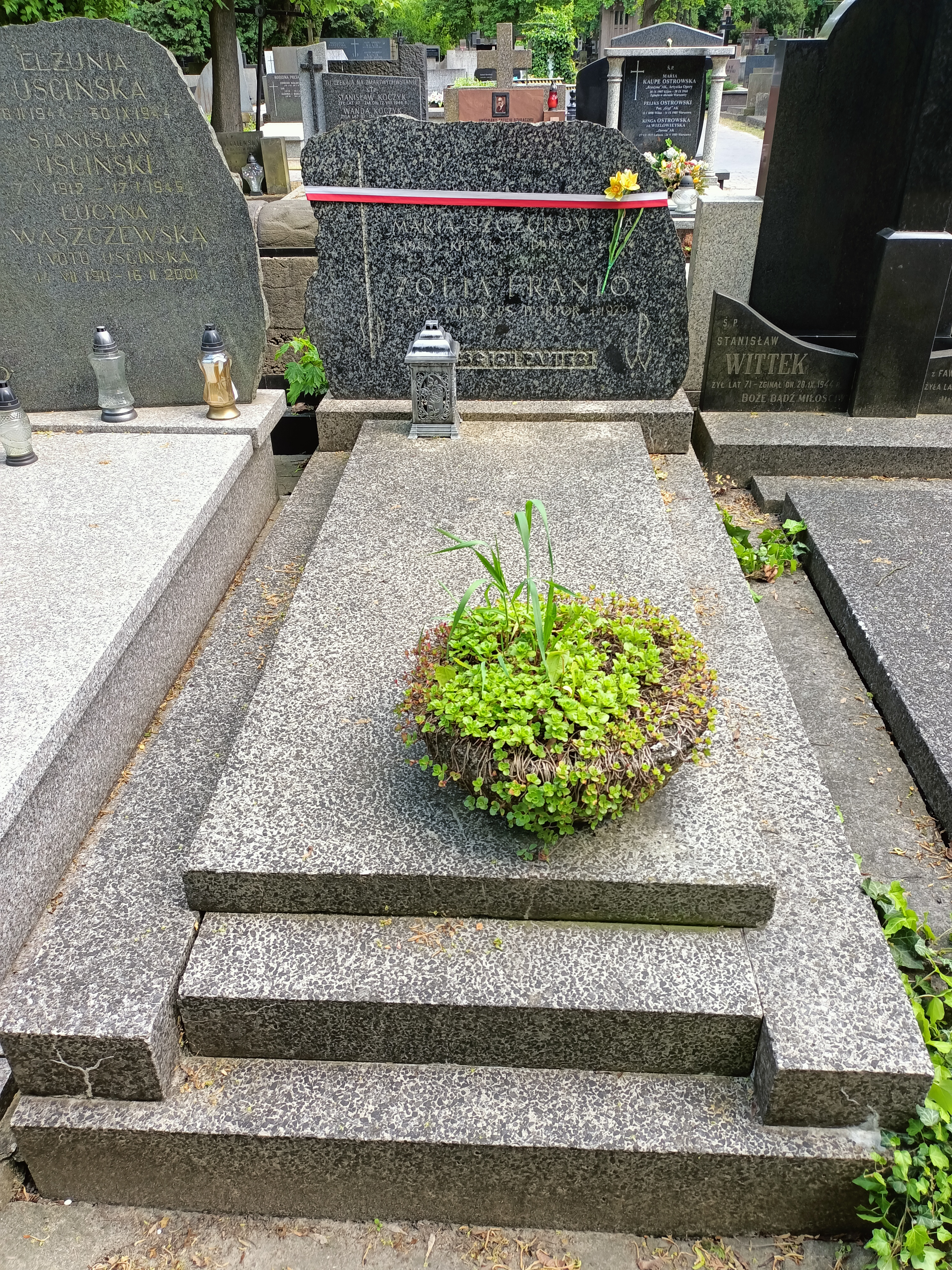
Grób Zofii Franio na cmentarzu Powązkowskim

Zofia Franio, ps. Doktor (ur. 4 stycznia?/16 stycznia 1899 w Pskowie, zm. 25 listopada 1978 w Warszawie) – polska lekarka, doktor wszechnauk lekarskich (1927). Od listopada 1939 członkini Służby Zwycięstwu Polski, następnie Związku Walki Zbrojnej i Armii Krajowej, a także Przysposobienia Wojskowego Kobiet. Od stycznia do listopada 1946 szef łączności i kolportażu w Zarządzie Obszaru Centralnego Zrzeszenia Wolność i Niezawisłość (WiN). Więzień polityczny w latach 1946–1956. Oficer Wojska Polskiego w stopniu majora (1944). 

## Życiorys
Córka Michała i Anieli Władysławy z domu Iwanow. W 1916 ukończyła z wyróżnieniem gimnazjum żeńskiego w Pskowie. W latach 1917–1918 studiowała w Żeńskim Instytucie Medycznym w Piotrogrodzie i na Wydziale Lekarskim Uniwersytetu Dońskiego w Rostowie. Od 1918 kontynuowała studia na Wydziale Lekarskim Uniwersytetu Warszawskiego, 13 lipca 1927 uzyskała dyplom doktora wszechnauk lekarskich. W czasie wojny polsko-bolszewickiej służyła ochotniczo w Wojsku Polskim, ostatecznie w stopniu porucznika prawdopodobnie w 1920 roku.
Po wojnie prowadziła praktykę lekarską w Warszawie jako lekarz chorób wewnętrznych. Pracowała w Poradni dla Ubogich, w Szpitalu Zakaźnym przy ul. Wolskiej i w Poradni Sportowo-Lekarskiej. Była lekarzem szkolnym i członkiem Rady Nauki Wychowania Fizycznego. Po odbyciu kursu Przysposobienia Wojskowego Kobiet (PWK) była od 1924 instruktorką obozów i kursów, szkoliła drużyny ratownicze. W 1936 mianowana instruktorką PWK.
Po agresji III Rzeszy na Polskę była przewodniczącą Komisji Poborowej ochotniczego batalionu Pomocniczej Służby Wojskowej we Lwowie, 7 listopada 1939 wróciła do Warszawy. Podczas okupacji niemieckiej w konspiracji od listopada 1939, kolejno w szeregach: Służby Zwycięstwu Polski (SZP)–Związku Walki Zbrojnej (ZWZ)–Armii Krajowej (AK). W jej mieszkaniu przy ul. Fałata 6 mieścił się jesienią 1939 jeden z pierwszych punktów kontaktowych gen. Michała Tokarzewskiego-Karaszewicza, Dowódcy Głównego SZP. Pracowała jako lekarz w Szpitalu Św. Ducha i w IV Ośrodku Zdrowia Zarządu Miejskiego m.st. Warszawy.
Wiosną 1940, realizując koncepcję opracowaną w listopadzie 1939 wraz z mjr. Franciszkiem Niepokólczyckim, zorganizowała pierwszy kobiecy patrol ZWZ. W końcu 1940 dowodziła już kilkoma kobiecymi patrolami sabotażowo-dywersyjnymi (minerskimi), podporządkowanymi szefowi Wydziału Saperów Komendy Głównej ZWZ Niepokólczyckiemu, jednocześnie uczestniczących w akcjach Związku Odwetu, jako jeden z zespołów dyspozycyjnych Związku Odwetu Komendy Głównej ZWZ, i równolegle w pracach Biura Badań Technicznych (BBT) Wydziału Saperów Komendy Głównej ZWZ.
Opiekowała się osobiście kilkoma osobami pochodzenia żydowskiego.
Brała udział ochotniczo w zaplanowaniu i wykonaniu akcji „Wieniec”, uczestniczył w niej m.in. jeden ze sformowanych przez Franio Kobiecych Patroli Minerskich. Od listopada 1942 dowodzone przez nią patrole (ok. 55 kobiet) zostały podporządkowane Kedywowi Okręgu Armii Krajowej Warszawa-Miasto, jako jeden z jego oddziałów dyspozycyjnych o charakterze sabotażowo-dywersyjnym. Patrole te uczestniczyły w kilku akcjach dywersyjnych i likwidacyjnych, stanowiły jednocześnie zespół minerski, mocno zaangażowany w produkcji zapalających i burzących środków walki. 
W powstaniu warszawskim podległe jej patrole przydzielono do zgrupowań powstańczych na terenie całej Warszawy. Franio przydzielono do dowodzonego przez kpt. Jerzego Skupieńskiego ps. „Jotes” Oddziału Saperów Okręgu Warszawskiego AK. Walczyła na Śródmieściu. Minerki uczestniczyły w zdobyciu gmachu PASTPAST-y przy ul. Zielnej 39, wykonując dwa wyłomy w murach gmachu. Po powstaniu wyszła z miasta wraz z ludnością cywilną.
Po wojnie wróciła do praktyki lekarskiej w Warszawie. 14 listopada 1946 aresztowana przez UB pod zarzutem pełnienia od stycznia 1946 funkcji szefa łączności i kolportażu w Zarządzie Obszaru Centralnego Zrzeszenia Wolność i Niezawisłość (WiN). Wyrokiem Rejonowego Sądu Wojskowego w Warszawie z 31 sierpnia 1947 została skazana na 12 lat więzienia. Została wypuszczona na wolność 15 maja 1956. 
Pracowała następnie w Liceum Medycznym Nr 4 aż do przejścia na emeryturę w 1976, jednocześnie czynnie działała w Polskim Czerwonym Krzyżu (PCK).
W 1971 została uhonorowana przez Instytut Jad Waszem tytułem Sprawiedliwy wśród Narodów Świata.
Spoczywa na cmentarzu Powązkowskim w Warszawie (kwatera 150-4-31).

## Ordery i odznaczenia
- Krzyż Srebrny Orderu Virtuti Militari nr 13095 (2 października 1944)[9]
- Krzyż Walecznych
- Złoty Krzyż Zasługi z Mieczami
- Srebrny Krzyż Zasługi z Mieczami
- Srebrny Krzyż Zasługi (dwukrotnie: 19 marca 1931[10], 7 marca 1939[11])
- Sprawiedliwy wśród Narodów Świata[7]